# Bohaterowie z przypadku
Bohaterowie z przypadku (ang. Almost Heroes) – amerykańska komedia przygodowa z 1998 w reżyserii Christophera Guesta. Główne role zagrali Matthew Perry i Chris Farley.
Chris Farley zagrał tu swoją ostatnią w życiu rolę. Popularny wówczas aktor komediowy zmarł w wieku 33 lat w wyniku przedawkowania narkotyków. Premiera miała miejsce prawie pół roku po jego śmierci. Film dedykowano później pamięci Farleya.

## Fabuła
Rok 1804. Bogaty arystokrata Leslie Edwards wraz ze swym nieokrzesanym przyjacielem Huntem postanawiają jako pierwsi w historii przemierzyć Stany Zjednoczone kierując się ze wschodu na zachód ku Oceanowi Spokojnemu. Ich wyprawa ma być konkurencją dla słynnej ekspedycji Lewisa i Clarka. Niebawem wraz z grupą ochotników wyruszają w pełną przygód podróż.

## Obsada
- Matthew Perry – Leslie Edwards
- Chris Farley – Bartholomew Hunt
- Eugene Levy – Guy Fontenot
- Lisa Barbuscia – Shaquinna
- Bokeem Woodbine – Jonah
- David Packer – Bidwell
- Steven M. Porter – Higgins
- Hamilton Camp – Pratt
- Patrick Cranshaw – Jackson
- Christian Clemenson – o. Girard
- Kevin Dunn – Hidalgo
- Franklin Cover – Nicholas Burr
- Lewis Arquette – Merchant
- Robert Tittor – ksiądz
- Barry Del Sherman – sierżant
- Don Lake – Elias
- Brent Hinkley – Trapper
- Frank Salsedo – stary Indianin
- Harry Shearer – narrator